# Bibodi
Bibodi est un village de la région du Centre du Cameroun, situé dans l'arrondissement (commune) de Ngog-Mapubi et le département du Nyong-et-Kéllé, 

## Géographie
Localisé à 3° 57' 0 N et 10° 54' 0 E, le village de Bibodi a un climat de type tropical caractérisé par plusieurs mois de fortes pluies et une courte saison sèche. La température moyenne est de 25,0 °C sur toute l'année. Les précipitations moyennes sont de l'ordre de 2 076 mm.

## Population et société
Bibodi comptait 127 habitants lors du dernier recensement de 2005. La population est constituée pour l’essentiel du clan Ndug-Sul de Bassa. 